# Eleccions presidencials de Guinea Bissau de 1999–2000
Les eleccions presidencials de Guinea Bissau de 1999–2000 es van dur a terme a Guinea Bissau el 28 de novembre de 1999, amb una segona volta el 16 de gener de 2000. Les eleccions presidencial va resultar en una victòria del líder de l'oposició Kumba Ialá del Partit de Renovació Social (PRS), que va derrotar Malam Bacai Sanhá del governant Partit Africà per la Independència de Guinea i Cap Verd. El dia que es va votar la primera volta de les presidencials va coincidir amb les eleccions legislatives. En aquestes segones, el PRS també van obtenir la victòria a les eleccions a l' Assemblea Nacional Popular obtenint 38 dels 102 escons en joc.
La participació electoral va arribar al 71,9% en la segona volta de l'elecció presidencial.

## Resultats

### Eleccions presidencials
| Candidat                                   | Partit                                                  | Primera volta | Primera volta | Segona volta | Segona volta |
| Candidat                                   | Partit                                                  | Vots          | %             | Vots         | %            |
| ------------------------------------------ | ------------------------------------------------------- | ------------- | ------------- | ------------ | ------------ |
| Kumba Ialá                                 | Partit de Renovació Social                              | 143,996       | 38.81         | 251,193      | 72.0         |
| Malam Bacai Sanhá                          | Partit Africà per la Independència de Guinea i Cap Verd | 86,724        | 23.37         | 97,670       | 28.0         |
| Faustino Imbali                            | Independent                                             | 30,484        | 8.22          |              |              |
| Fernando Gomes                             | Independent                                             | 26,049        | 7.02          |              |              |
| João Tátis Sá                              | Independent                                             | 24,117        | 6.50          |              |              |
| Abubacar Baldé                             | Unió Nacional per la Democràcia i el Progrés            | 20,192        | 5.44          |              |              |
| Bubacar Rachid Djaló                       | Unió pel Canvi                                          | 12,026        | 3.24          |              |              |
| Joaquim Baldé                              | Partit Social Democràtic                                | 8,623         | 2.32          |              |              |
| Salvador Tchongó                           | Resistència de Guinea Bissau-Moviment Bafatá            | 6,937         | 1.87          |              |              |
| José Catengul Mendes                       | Front de Lluita per la Independència Nacional de Guinea | 5,311         | 1.43          |              |              |
| Mamadú Uri Baldé                           | Partit Progrés i Renovació                              | 3,580         | 0.96          |              |              |
| Antonieta Rosa Gomes                       | Fòrum Cívic Guineà-Socialdemocràcia                     | 2,986         | 0.80          |              |              |
| Nuls/blancs                                | Nuls/blancs                                             | 48,387        | –             | 12,746       | –            |
| Total                                      | Total                                                   | 419,412       | 100           | 361,609      | 100          |
| Votants registrats/participació            | Votants registrats/participació                         | 503,007       | 83.1          | 503,007      | 71.9         |
| Font: African Elections Database, Rudebeck |                                                         |               |               |              |              |

### Assemblea Nacional Popular
| Party                                                   | Votes   | %   | Seats | +/- |
| ------------------------------------------------------- | ------- | --- | ----- | --- |
| Partit de Renovació Social                              |         |     | 38    | +26 |
| Resistència de Guinea Bissau-Moviment Bafatá            |         |     | 29    | +9  |
| Partit Africà per la Independència de Guinea i Cap Verd |         |     | 24    | –38 |
| Unió pel Canvi                                          |         |     | 3     | –3  |
| Partit Social Democràtic                                |         |     | 3     | Nou |
| Aliança Democràtica                                     |         |     | 3     | Nou |
| Unió Nacional per la Democràcia i el Progrés            |         |     | 1     | Nou |
| Lliga Guineana per la Protecció Ecològica               |         |     | 0     | –   |
| Front Democràtic Social                                 |         |     | 1     | Nou |
| Front de Lluita per la Independència Nacional de Guinea |         |     | 0     | –1  |
| Partit Unit Social Democràtic                           |         |     | 0     | 0   |
| Fòrum Cívic Guineà-Socialdemocràcia                     |         |     | 0     | Nou |
| Partit Progrés i Renovació                              |         |     | 0     | Nou |
| Total                                                   | 432,604 | 100 | 102   | +2  |
| Font: Rudebeck Arxivat 2016-03-03 a Wayback Machine.    |         |     |       |     |